# MX-774
MX-774 Hiroc – amerykański pocisk balistyczny firmy Consolidated Vultee. Po wybudowaniu trzech pocisków cały program został anulowany.

## Historia
19 kwietnia 1946 roku firma Consolidated Vultee (późniejszy  Convair) otrzymała od Army Air Force (lotnictwa US Army, późniejsze US Air Force) kontrakt na budowę kierowanego pocisku międzykontynentalnego w dwóch odmianach: rakiety balistycznej i uskrzydlonego pocisku. Całości prac nadano kryptonim MX-774. Firma Consolidated Vultee swoje wysiłki skoncentrowała na rakiecie balistycznej, cześć dotycząca uskrzydlonego pocisku została anulowana. Projektowana rakieta miała mieć kadłub będący jednocześnie zbiornikiem paliwa, co eliminowałoby potrzebę montowania dodatkowo wewnętrznych zbiorników. Sterowanie rakiety z wykorzystaniem odchylania dyszy silnika pozwoliłoby zrezygnować ze stateczników. Największą innowacją w projekcie było zastosowanie nadciśnienia paliwa do usztywnienia kadłuba. Dzięki takiemu rozwiązaniu można było zmniejszyć grubość poszycia rakiety. Rozwiązanie to miało również swoje wady, kadłub był bardzo podatny na uszkodzenia, drobna nieszczelność powodowała utratę sztywności kadłuba rakiety i wyciek paliwa. Silnik napędzany był paliwem ciekłym (alkoholem i ciekłym tlenem). Na początku 1947 roku przystąpiono do budowy 10 prototypów rakiet. W czerwcu 1947 roku program został w całości anulowany. Przeprowadzono jednak starty trzech już ukończonych pocisków. Pierwszego startu dokonano 1 lipca 1948 roku, po minucie od startu przerwał pracę główny silnik. Podczas drugiej próby, która odbyła się 27 września 1948 roku rakieta eksplodowała na wysokości 65 km. Ostatnia próba z 2 grudnia 1948 roku również zakończyła się wybuchem pocisku na dużym pułapie. W czasach kiedy większość pocisków rakietowych kończyła starty w dymie eksplozji na platformie startowej wszystkie te trzy próby zostały uznane za udane.